# Maleficent (film)
Maleficent, i streamingtjänster även Den onda fén, är en fantasythriller, regisserad av Robert Stromberg , producerad av Walt Disney Pictures och med Angelina Jolie som huvudrollen Maleficent. Filmen hade premiär 28 maj 2014.

## Handling
Maleficent är berättelsen om Disneys mest ikoniska skurk från den klassiska filmen Törnrosa från 1959. En vacker, renhjärtad ung kvinna, Maleficent, har ett idylliskt liv då hon växer upp i ett fredligt skogskungarike, tills en dag då en invaderande armé hotar harmonin i riket. Maleficent växer upp till att bli rikets hårdaste beskyddare, men blir i slutändan hänsynslöst sviken, en handling som omvandlar hennes rena hjärta till sten. Svuren att hämnas möter hon den invaderande kungens efterträdare i en episk strid och lägger en förbannelse över hans nyfödda Aurora. Under tiden barnet växer upp inser Maleficent att Aurora är nyckeln till fred i kungariket - och kanske till Maleficents lycka likaså.

## Rollista (i urval)
- Angelina Jolie – Maleficent
- Sharlto Copley – Kung Stefan
- Elle Fanning – Prinsessan Aurora/Törnrosa
- Sam Riley – Diaval
- Imelda Staunton – Knotgrass
- Juno Temple – Thistlewit
- Lesley Manville – Flittle
- Brenton Thwaites – Prins Phillip
- Kenneth Cranham – Kung Henry
- Ella Purnell och Isobelle Molloy – Maleficent som ung
- Toby Regbo och Michael Higgins – Kung Stefan som ung
- Janet McTeer – Aurora som äldre/Berättaren